# 普克利亞基
48°47′8″N 26°14′0″E / 48.78556°N 26.23333°E
普克利亞基（烏克蘭語：Пукляки），是烏克蘭西部的村莊，隸屬赫梅利尼茨基州的卡緬涅茨-波多利斯基區。該村始建於1431年，面積1.59平方公里，2001年人口402，人口密度每平方公里253.6人。